# Ajman Free Zone
La Zona Lliure d'Ajman o Ajman Free Zone (àrab: منطقة عجمان الحرة, Minṭaqat ʿAjmān al-Ḥurra) és una zona de lliure comerç a l'emirat d'Ajman, als Emirats Àrabs Units, al golf Pèrsic. Fou establerta el 1988 i va obtenir un estatut autònom sota el decret emiral núm. 3 de 1996 signat pel xeic Humayd ibn Rashid al-Nuaymi, sobirà d'Ajman. L'Autoritat de l'Ajman Free Zone fou designada com única agència reguladora de Zona Lliure a Ajman. La seva formació el 1996 va donar impuls a l'activitat industrial que va quadruplicar el creixement en el nombre de companyies en els següents anys.